# کوردالبا
کوردالبا (به انگلیسی: Cordalba) یک شهرک در استرالیا است که در کوئینزلند واقع شده‌است.